# Kraftwerk Bjurfors Nedre
Das Kraftwerk Bjurfors Nedre ist ein Wasserkraftwerk in der Gemeinde Vindeln, Provinz Västerbottens län, Schweden, das am Ume älv liegt. Es ging 1959 in Betrieb. Das Kraftwerk ist im Besitz von Statkraft und wird auch von Statkraft betrieben.

## Absperrbauwerk
Das Absperrbauwerk besteht aus einem Staudamm mit einer Höhe von 32 m. Die Wehranlage mit den zwei Wehrfeldern und das Maschinenhaus befinden sich rechts von der Mitte des Damms.
Das Stauziel liegt zwischen 163,5 und 165 m über dem Meeresspiegel. Der Stausee erstreckt sich über eine Fläche von 1 km².

## Kraftwerk
Das Kraftwerk ging 1959 in Betrieb. Es verfügt mit drei Kaplan-Turbinen über eine installierte Leistung von 71 (bzw. 75,4 78 oder 87,9) MW. Die durchschnittliche Jahreserzeugung liegt bei 339 (bzw. 348 oder 360) Mio. kWh.
Die Turbinen wurden von Kværner geliefert. Sie leisten jeweils 29,3 MW; ihre Nenndrehzahl liegt bei 125 Umdrehungen pro Minute. Die Fallhöhe beträgt 19,5 (bzw. 20 oder 21,8) m. Der maximale Durchfluss liegt bei 405 (bzw. 450) m³/s.
Von 2010 bis 2012 wurden am Staudamm und der Wehranlage verschiedene Arbeiten durchgeführt, um die Dammsicherheit zu verbessern; die Kosten dafür werden mit 57 Mio. SEK angegeben. Die Turbine 3 wurde 2017 überholt, wobei das Laufrad ersetzt wurde; dadurch konnte die Leistung von 28 auf 32 MW gesteigert werden.